# Meydan-e Mozaffarkhan
Meydan-e Mozaffarkhan (persiska: مِيدانِ مُظَفَّرخان, ميدان, Meydān-e Moz̧affarkhān) är en ort i Iran. Den ligger i provinsen Kurdistan, i den nordvästra delen av landet, 400 km väster om huvudstaden Teheran. Meydan-e Mozaffarkhan ligger 1 986 meter över havet och antalet invånare är 217.
Terrängen runt Meydan-e Mozaffarkhan är platt åt sydväst, men åt nordost är den kuperad. Runt Meydan-e Mozaffarkhan är det ganska glesbefolkat, med 24 invånare per kvadratkilometer. Närmaste större samhälle är Gaz Darreh, 19,6 km väster om Meydan-e Mozaffarkhan. Trakten runt Meydan-e Mozaffarkhan består i huvudsak av gräsmarker.